# تخمين
التخمين هو محاولة تحديد شيء ما (إجابة أو حل) في غياب المعلومة أو الدليل القطعي. وهو ينطوي على استنتاج تقديري أو فرضية مستندة إلى معلومات محدودة أو الحدس. يعتبر التخمين شائعًا في مختلف المجالات كالألعاب، والألغاز، واتخاذ القرارات، وحل المشكلات عندما لا تكون المعلومات الكاملة متاحة.